# UB-дерево

Двумерный Z-порядок.

UB-дерево— сбалансированное дерево для хранения и эффективного извлечения многомерных данных. Предложено Рудольфом Байером и Фолкером Марклем; является B⁺-деревом с записями, хранящимися в соответствии с Z-порядком, также называемым порядком Мортона. Z-порядок вычисляется путём побитового чередования ключей.
Вставка, удаление и точечный запрос выполняются как с обычными B⁺-деревьями. Однако для выполнения поиска по диапазону в многомерных точечных данных должен быть предусмотрен алгоритм для вычисления из точки, обнаруженной в базе данных, следующего Z-значения, которое находится в диапазоне многомерного поиска.
Первоначальный алгоритм решения этой ключевой проблемы был экспоненциально зависим от размерности и, следовательно, неосуществим («ПолучитьДальшеZ-адрес»[уточнить]). Решение этой важной части запроса диапазона UB-дерева[уточнить], линейного с длиной в битах z-адреса, было описано позже. Этот метод уже был описан в более старой статье.